# ورتزینو
ورتزینو (به ایتالیایی: Verzino) یک کومونه در ایتالیا است که در استان کروتون واقع شده‌است. ورتزینو ۴۵ کیلومتر مربع مساحت و ۲٬۳۷۳ نفر جمعیت دارد و ۵۵۰ متر بالاتر از سطح دریا واقع شده‌است.